# Gaskareh
Gaskareh (persiska: گسکره) är en ort i Iran.   Den ligger i provinsen Gilan, i den nordvästra delen av landet, 260 km nordväst om huvudstaden Teheran. Gaskareh ligger 254 meter över havet och antalet invånare är 693.
Terrängen runt Gaskareh är varierad.Runt Gaskareh är det ganska tätbefolkat, med 124 invånare per kvadratkilometer. Närmaste större samhälle är Fūman, 10,7 km öster om Gaskareh. I omgivningarna runt Gaskareh växer i huvudsak blandskog.